# Suwak perski
Suwak perski (Meriones persicus) – gatunek ssaka z podrodziny myszoskoczków (Gerbillinae) w obrębie rodziny myszowatych (Muridae), występujący w południowo-zachodniej Azji.

## Zasięg występowania
Suwak perski występuje w południowo-zachodniej Azji zamieszkując w zależności od podgatunku:
- M. persicus persicus – północno-środkowy i wschodnio-środkowy Iran, Afganistan i skrajny zachodni Pakistan.
- M. persicus ambrosius – wąskie pasmo od zachodnio-środkowego do południowo-wschodniego Iranu.
- M. persicus baptistae – południowo-wschodni Iran, skrajnie południowy Afganistan i południowo-zachodni Pakistan.
- M. persicus gurganensis – północno-wschodni Iran.
- M. persicus rossicus – wschodnia Turcja, południowa Armenia, południowo-zachodni i południowy Azerbejdżan oraz północno-zachodni Iran.
- M. persicus suschkini – zachodni Turkmenistan.

Występuje również w północnym Iraku oraz zachodnim i środkowym Iranie, ale przynależność podgatunkowa nie jest znana.

## Taksonomia
Gatunek po raz pierwszy zgodnie z zasadami nazewnictwa binominalnego opisał w 1875 roku brytyjski zoolog i geolog William Thomas Blanford nadając mu nazwę Gerbillus persicus. Holotyp pochodził z Kohrud, 72 mi (116 km) na północ od Isfahanu w Iranie. 
Gatunek pierwotnie umieszczony w Gerbillus, potem przeniesiony do Meriones. Badania morfometryczne, kariotypowe i molekularne sześciu podgatunków ujawniły ich względną pozycję filogenetyczną i zidentyfikowały trzy klady, których status nie został w pełni wyjaśniony. Autorzy Illustrated Checklist of the Mammals of the World rozpoznają sześć podgatunków.

### Etymologia
- Meriones: gr. μηρος mēros „biodro, udo”[13].
- persicus: łac. Persicus „perski”, od Persia „Persja” (obecnie Iran)[14].
- ambrosius: gr. αμβροσια ambrosia „ambrozja, pokarm bogów”[15].
- baptistae: N.A. Baptista, brytyjski taksydermista[16].
- gurganensis: rzeka Gorgan, Iran[17].
- rossicus: nowołac. Rossicus „rosyjski”, od Rossia „Rosja”, od średniowiecznołac. Russia „Rosja”, od ros. Рѹсь Rus’ „Ruś”[18].
- suschkini: prof. dr Piotr Pietrowicz Suszkin (1868–1928), rosyjski zoolog, paleontolog[17][19].

## Morfologia
Długość ciała (bez ogona) 125–160 mm, długość ogona 125–190 mm, długość ucha 20–27 mm, długość tylnej stopy 36–45 mm; masa ciała 80–140 g. Kariotyp: tureckie populacje 2n = 42, FNa = 74, irańskie populacje 2n = 42, FNa = 74–76.

## Ekologia
Suwak perski jest spotykany na terenach położonych do wysokości 3250 m n.p.m. W Azerbejdżanie jest rzadki na obszarach półpustynnych, a pospolity u stóp wzgórz i na górskich stepach, często zamieszkuje suche skaliste wzniesienia; w pozostałej części obszaru jego zwyczaje są mniej znane. Prowadzi naziemny, stadny, nocny tryb życia, jest wszystkożerny.

## Populacja
Gatunek ten zamieszkuje rozległe terytorium, ocenia się, że jest liczny, choć dodatkowe badania są potrzebne, szczególnie w Iranie. Niektórym populacjom może zagrażać długotrwała susza. Obecnie jest klasyfikowany jako gatunek najmniejszej troski.